# Le Chaffaut-Saint-Jurson
 Le Chaffaut-Saint-Jurson  es una población y comuna francesa, situada en la región de Provenza-Alpes-Costa Azul, departamento de Alpes de Alta Provenza, en el distrito de Digne-les-Bains y cantón de Digne-les-Bains-Ouest.

## Demografía
| 193 | 196 | 229 | 346 | 510 | 674 |
| Para los censos de 1962 a 1999 la población legal corresponde a la población sin duplicidades (Fuente: INSEE [Consultar]) |     |     |     |     |     |